# Súc sinh
Trong Phật giáo, súc sinh hay súc sanh (chữ Hán:畜生, tiếng Phạn: tiryañc) là các loài thú vật nói chung gồm tất cả loài thú, chim, cá, rắn, côn trùng. Trong chữ Hán, từ súc có nghĩa là súc dưỡng, nuôi lấy, còn sinh có nghĩa là chúng sinh thuộc súc vật và bản tính của súc sinh thì ngu, si, sự sống của súc sinh thì dơ dáy, tồi tàn, ăn ở lộn xộn.
"Súc sinh" trong phương ngôn tiếng Việt ở Bắc Bộ được đọc là /suk sɪŋ/ hoặc /ʂuk ʂɪŋ/, trong phương ngôn tiếng Việt ở Nam Bộ đọc là /suk sɪ̈n/ hoặc /ʂuk ʂɪ̈n/. "Súc sanh" trong phương ngôn tiếng Việt Nam Bộ được đọc là /suk san/ hoặc /ʂuk ʂan/, trong phương ngôn tiếng Việt Bắc Bộ đọc là /suk saŋ/ hoặc /ʂuk ʂaŋ/. Theo cách hiểu thông dụng trong xã hội thì câu súc sinh hay đồ súc sinh, thằng súc sinh, bọn súc sinh được xem là một câu chửi rất nặng, xúc phạm danh dự, nhân phẩm người khác và có thể bị kiện ra tòa vì theo quan niệm xã hội thì súc sinh là thứ tệ nhất trong muôn loài vật còn tệ hơn cả con chó, con mèo.

## Quan niệm

### Kiếp súc sinh
Súc sinh còn được hiểu là một kiếp trong Bát nạn và đồng thời là luân hồi trong Lục đạo( cõi Ta bà ) gồm địa ngục, ngạ quỷ, súc sinh , người, a-tu-la, trời. Theo cách hiểu của Phật tử thì ba đường khổ là địa ngục, ngạ quỷ, súc sinh, trong đó nạn khổ súc sinh thì sự khổ có thể nhận thấy dễ dàng ở trước mắt, ai cũng thấy và để thoát khỏi kiếp súc sinh thì phải qui y Tăng rồi khỏi đọa súc sinh. Theo quan điểm Phật giáo thì kiếp súc sinh hình thành người đời trước do si mê không biết rõ thế nào là thiện, thế nào là ác, thế nào là tội, thế nào là phước, thế nào là tà, thế nào là chánh nên kiếp hiện tại này đọa làm súc sinh theo phương châm người không phân biệt rành rõ thiện ác, tội phước, tà chánh, mê đắm gọi là si mê. Si mê nên chết phải đọa làm loài súc sinh, chúng chính là những con người đã mang thân súc vật. Sự chuyển hóa vào loài súc sinh do hai kiểu gồm do sự tiến hóa lần lần theo nấc thang của vạn vật. Thứ hai là bị đày vì tội nghiệt, quả báo nặng. Ví dụ như kẻ vì hà tiện mà chuyển hóa làm rắn, làm chó, thiếu nợ mà chuyển hóa làm trâu, làm lừa, ngựa (kiếp trâu ngựa) để đền bù.